# Stefan Džodić
Stefan Džodić (serbisch-kyrillisch Стефан Џодић; * 15. März 2005 in Montpellier) ist ein serbisch-französischer Fußballspieler, der aktuell beim HSC Montpellier in der Ligue 1 spielt.

## Karriere

### Verein
Džodić begann seine fußballerische Ausbildung 2009 in seiner Geburtsstadt beim HSC Montpellier. In der Saison 2021/22 spielte er die ersten Male für die B-Junioren in der Liga und absolvierte zudem ein U19-Pokalspiel. Er traf jeweils einmal in jener Spielzeit. 2022/23 spielte er insgesamt nur fünf Ligaspiele für die A-Junioren und dreimal für die zweite Herrenmannschaft in der National 3. Auch in der Saison 2023/24 kam er nicht auf besonders viel Spielzeit und lief dreimal für das U19-Team auf. Am vierten Spieltag der Folgesaison stand er bei einer 0:3-Niederlage gegen Stade Rennes das erste Mal für die Profis in der Ligue 1 auf dem Platz und spielte über 90 Minuten.

### Nationalmannschaft
Džodić absolvierte bereits mehrere Partien für diverse Juniorennationalmannschaften Serbiens. Mit dem U17-Team nahm er nach einigen Einsätzen an der U17-EM 2022 teil und spielte dort alle fünf Spiele bis zum Ausscheiden im Halbfinale. Seit September 2024 ist er für die U21-Nationalmannschaft aktiv.

## Familie
Sein Vater Nenad war ebenfalls professioneller Fußballspieler und ist mittlerweile einer der Scouts des HSC Montpellier, wo auch er schon jahrelang bis 2011 als Spieler tätig war. Darüber hinaus ist Stefans Bruder Viktor im Verein und spielt aktuell als Torwart in der U19-Mannschaft und dem Reserveteam.